# جائزة أستراليا الكبرى 1957
جائزة أستراليا الكبرى 1957 هو سباق فورمولا 1 أقيم بتاريخ 4 مارس 1957 في أستراليا الغربية. حلّ الأسترالي ليكس دافيسون أولا.